# Гоголадзе, Коба Иванович
Ко́ба Ива́нович Гогола́дзе (груз. კობა გოგოლაძე) — грузинский боксёр-легковес в период СССР, любитель и профессионал, левша.

## Биография
Родился 7 января 1973 года в городе Поти Грузинской ССР, грузин. Спортивный псевдоним КОБРА. Участник Олимпийских игр 1996 года в Атланте, где одержал две победы над боксёром из Северной Кореи и боксёром с Кубы Хулио Гонсалесом Вальядаресом, а в четвертьфинале проиграл боксёру из Румынии Леонарду Дорофтею.
Любительским боксом Гоголадзе начал заниматься в 1986 году в Поти у тренера Н. Джантиашвили. В 1988 году среди любителей, он стал чемпионом всесоюзного общества профессиональные союзы СССР (ПФ), а затем победителем юношеского первенства СССР 1988 года в весовой категории 44 кг. В 1991 году в городе Саратове на первенстве СССР уже среди молодёжи (юниоров 17-18 лет) завоевал первое место в весовой категории 54 кг и был включён в молодёжную сборную команду СССР. В составе сборной команды Грузии стал финалистом чемпионата Европы 1989 года и призёр чемпионата мира 1997 года в весовой категории 60 кг.
В 1999 году Гоголадзе перешёл в профессионалы и переехал в Великобританию, а затем в Филадельфию (США).
Выступал в трёх разных версиях профессионального бокса в двух весовых категориях в лёгком и в супер полулёгком весе.
Провёл 23 боя, одержал 20 побед (из них 8 — нокаутом), потерпел 3 поражения. Завоевал три титула по трём различной значимости версиям профессионального бокса.
19 октября 1999 года в своём пятом бою он победил Паскаля Мантулета и завоевал в лёгком весе свой первый титул Международного чемпиона по незначительной в Мировом боксе версии Всемирной боксёрской федерации WBF.
В 2004 году 16 января Гоголадзе в поединке с Хуаном Умберто Гарсией завоевал свой второй титул континентального (Северная Америка) чемпиона мира в лёгком весе по версии IBA.
27 сентября 2003 года в поединке с Мануэлем Саперой он среди профессионалов в супер полулёгком весе завоевал свой третий, на тот период вакантный, титул чемпиона < Северо — Американской Боксёрской Организации NABO > по версии < Всемирной Боксёрской Организации WBO > — WBO NABO — входящей в состав четырёх основных — главенствующих версий Мирового профессионального бокса. Этот титул в супер полулёгкой весовой категории, он по истечении срока обладания титулом, уступил без защиты, а затем вновь завоевал 3 февраля 2006 года в поединке с Антонио Девисом. Затем 25 августа 2006 года Гоголадзе защитил свой титул чемпиона WBO NABO в поединке с Фредом Нилом.
Впоследствии Гоголадзе в супер полулёгкой весовой категории поднялся в рейтинге до Мирового уровня по одной из основных ведущих четырёх версий профессионального бокса WBO и получил право в качестве претендента на поединок за титул временного чемпиона Мира по данной версии.
21 сентября 2007 года в супер полулёгком весе потерпел поражение от Алекса Артура техническим нокаутом в 10-м раунде в поединке за титул временного чемпиона мира по версии WBO. После этого поражения провёл ещё один бой против Ким Джи Хуна и, вновь проиграв, завершил свою спортивную карьеру.